# Dê Chamois Coloured
Dê Chamois Coloured, tiếng Pháp: Chèvre chamoisée, tiếng Đức: Gämsfarbige Gebirgsziege, tiếng Ý: Camosciata delle Alpi, là giống dê bản địa thuộc loại dê nhà có nguồn gốc từ Thụy Sĩ. Giống dê này phân bố trên khắp Thụy Sĩ và một phần của miền bắc Italy và Áo, và đã được xuất khẩu sang các nước khác trong đó có Pháp. Dê giống này có hai phân loại, một loại có sừng có nguồn gốc từ Grisons hoặc Graubünden ở phía đông Thụy Sĩ và một loại không có sừng từ bezirk trước đây của Oberhasli, khu vực Brienz và hồ Brienz ở Bernese Oberland nằm ở miền trung Thụy Sĩ. Ở một số nước, loại cừu không sừng có thể được coi là giống riêng biệt mang tên dê Oberhasli. Đàn dê quốc gia Thụy Sĩ được thành lập vào năm 1930.

## Đăng ký và số lượng
Ở Thụy Sĩ, Dê Chamois Coloured là một trong những giống dê quốc gia chính và có một đàn dê được chăn nuôi bởi Schweizerischer Ziegenzuchtverband, hiệp hội các nhà lai tạo dê Liên bang Thụy Sĩ. Ở Ý, giống dê này mang tên Camosciata delle Alpi, là một trong tám giống dê bản địa của Ý, trong đó một đàn dê có gia phả được lưu giữ bởi Associazione Nazionale della Pastorizia, hiệp hội chăn nuôi cừu và dê quốc gia Ý; Sách về giống tại Ý được xuất bản vào năm 1973.
Vào cuối năm 2013 số lượng dê được báo cáo ở Thụy Sĩ là 13.000 con và số lượng đã đăng ký ở Ý là 6.237 con. Có khoảng từ 2.526 đến 3.000 con được báo cáo tại Áo năm 2012.